# Zatoka Triesteńska
Zatoka Triesteńska (wł. Golfo di Trieste; słń. Tržaški zaliv; chorw. Tršćanski zaljev; niem. Golf von Triest) – zatoka w północnej części Morza Adriatyckiego, stanowi część Zatoki Weneckiej, położona u północno-wschodnich wybrzeży Włoch i Słowenii, głębokość do 25 m.
Główne porty: Triest i Monfalcone we Włoszech, Koper w Słowenii.